# Kribbe (Karstädt)
Kribbe ist ein Ortsteil der amtsfreien Gemeinde Karstädt im Landkreis Prignitz in Brandenburg. Zu Kribbe gehören die bewohnten Gemeindeteile Neuhof, Wittmoor und Karwe.
Der Ort liegt nordöstlich des Kernortes Karstädt an der Kreisstraße K 7045. Westlich von Kribbe verlaufen die Landesstraße L 131 und die A 14, südwestlich die B 5 und östlich die L 10. Die Landesgrenze zu Mecklenburg-Vorpommern verläuft nördlich.

## Geschichte

### Eingemeindungen
Am 31. Dezember 2001 wurde Kribbe nach Karstädt eingemeindet.

## Sehenswürdigkeiten
In der Liste der Baudenkmale in Karstädt (Prignitz) sind für Kribbe zwei Baudenkmale aufgeführt:
- die Dorfkirche[3]
- ein Wohnhaus mit Wirtschaftsgebäude (Kribber Dorfstraße 1)